# Honolului fojtogató
A honolului fojtogatót ("Honolulu Strangler") vagy más néven a honolului erőszakolót ("Honolulu Rapist") Hawaii első sorozatgyilkosaként tartják számon. 1985–1986-ban Honoluluban öt fiatal nőt erőszakolt és ölt meg. A hatóságok nem tudták az elkövetőt sem elfogni, sem azonosítani.

## Áldozatok
Vicki Gail Purdy
Az első áldozat a 25 éves Vicki Gail Purdy volt, Gary Purdy katonatiszt felesége, aki a hadsereg helikopteres egységének volt a pilótája. 1985. május 29-én Vicki elhagyta a Waikīkī-ben lévő klubot, de a tanúk elmondása alapján, a barátai nem tartottak vele. A nőt utoljára egy taxisofőr látta, akinek gépjárművét éjfélkor a közeli Shorebird Hotel parkolójában találtak meg. Vicki holttestét másnap reggel találták meg a Keehi-lagúna töltésénél, sárga színű munkaruhája még rajta volt. Kezeit a háta mögé kötözték. A boncolás kiderítette, hogy a tettes az áldozatot megerőszakolta és megfojtotta. Vicki férje elmondta a rendőrségen, hogy szerinte a nő halála a munkájával lehetett összefüggésben: Vicki egy videókölcsönzőben dolgozott, amely pornográf filmeket is tárolt, ráadásul kiderült, hogy Vicki két korábbi munkatársát egy évvel korábban szintén meggyilkolták.
Regina Sakamoto
A második áldozat a 17 éves Regina Sakamoto volt, kinek holttestére milliméterre pontosan abban a pozícióban találtak rá, mint Vickiére. A lány a Leilehua Gimnáziumban tanult. 1986 január 14-én lekéste a buszt, amely az iskolába vitte volna lakóhelyéről, Waipahu-ból. Barátja utoljára reggel 7:15-kor hallott róla, mikor telefonon felhívta, hogy késni fog. Regina holttestét másnap, január 15-én találták meg a Keehi lagúnánál. Fehér pulóvert viselt, a kék nadrágját viszont a bokájáig lehúzták, az alteste meztelen volt. Kezeit a háta mögé kötözték, megerőszakolták és megfojtották. A holttestét milliméterre pontosan abban a pozícióban fedezték fel, mint az első gyilkosság esetében. A szülők elmondásából kiderült, hogy ősszel kezdte volna tanulmányait a Hawaii Pacific Egyetemen.
Az azonos elkövetési mód miatt a rendőrség arra a következtetésre jutott, hogy a két gyilkosság elkövetője ugyanaz volt.
Denise Hughes
A harmadik áldozat a 21 éves Denise Hughes, egy telefontársaság titkárnője, aki busszal közlekedett, és tagja volt a helyi keresztény egyesületnek is. Január 30-án nem jelent meg a munkahelyén, alig két nappal később, február 1-én két horgász talált rá a holttestére a Monalua patakban. Oszlásnak indult testét a gyilkos kék ruhába öltöztette, a kezeit a háta mögé kötözte, mielőtt megerőszakolta és megfojtotta. A rendőrség megindította a nyomozást, február 5-én pedig a nyomás hatására felállítottak egy munkacsoportot, amelynek egyetlen feladatául az ekkor már Honolului Fojtogatónak elnevezett ismeretlen sorozatgyilkos elfogását jelölték meg.
Louise Medeiros
A negyedik áldozat a 25 éves Louise Medeiros volt. A nő Waipahuban élt, de édesanyja halála miatt Kauaiba ment, hogy találkozzon a család többi tagjával. Medeiros március 26-án késő este repülővel tért vissza Oahuba, és elmondta a családjának, hogy busszal megy haza a repülőtérről. A lánynak azonban hamarosan nyoma veszett. A nyomozók átnézték a biztonsági felvételeket, amiből megtudták, hogy a lány még leszállt a repülőgépről, majd eltűnt. Bomló testét április 2-án találta meg néhány útépítő munkás a Waikele patak közelében. Egy blúzt viselt, az alteste viszont meztelen volt, a kezei pedig a háta mögé voltak kötözve. A rendőrség női nyomozókat használva átkutatta a Keehi lagúna és a honolului Nemzetközi Repülőtér környékét, és itt vette kezdetét a nyomozás is.
Linda Pesce
A Honolului Fojtogató ötödik és utolsó ismert áldozata a 36 éves Linda Pesce volt. Szobatársa elmondása szerint, a nő április 29-én reggel ment el otthonról. A szobatárs tudta, hogy Linda aznap soká fog hazaérkezni, mert egy munkaértekezleten kellett részt vennie. Másnap reggel, mikor közölték vele, hogy Linda nem érkezett meg a munkahelyére, és hogy az autója a Nimitz-H1 viadukt oldalánál parkolt, a szobatársa bejelentette az eltűnését. Nem sokkal később egy Howard Gay nevű férfi elment a rendőrségnek és elmondta, hogy egy mentálisan instabil férfi azt mondta neki, hogy a Sand Island-en egy holttestet találhatnak. A férfi május 3-án a megnevezett helyre vitte a rendőröket, ám azok nem találtak semmit. A rendőrség azonban nem adta fel: átkutatták az egész szigetet, és ennek eredményeként hamarosan rábukantak Linda Pesce holttestére. A nő meztelen volt, kezei a háta mögé voltak kötözve.

## Nyomozás
A Honolului Rendőrkapitányság (Honolulu Police Department) 1986. február 5-én egy 27 fős munkacsoportot hozott létre, hogy átvizsgálják a gyilkos bűncselekményeit. A nyomozásban segítséget nyújtott többek között az FBI és a Green River akciócsoport (amelyet a washingtoni Green River-i gyilkos, Gary Ridgway felkutatására hoztak létre, az akkor még ismeretlen sorozatgyilkos miatt). A szakértők megalkották a gyilkos személyiségprofilját: az elkövető vélhetően egy opportunista egyén, aki kiszolgáltatott helyzetben lévő nőkre vadászik. Áldozatait olyan helyeken cserkészi be, ahol nem kelthet feltűnést. Valószínűleg a támadások helyszínén vagy azok közelében, Waipahuban vagy a Homok-szigeteken él és dolgozik.
A rendőrség a Pesce-gyilkosság után útzárat rendelt el annak érdekében, hogy kikérdezzék a környéken gyakran ingázókat. Tanúk jelentkeztek, akik szerint egy világos színű furgont és egy kaukázusi vagy többnemzetiségű férfi láttak Pesce autójánál.
Pesce holttestének megtalálását követően a rendőrség május 9-én letartóztatta az ügy első számú gyanúsítottját, Howard Gay-t. A volt felesége és jelenlegi barátnője is kellemes beszélgetőpartnerként jellemezte Howardot. Ugyanakkor mindketten beszámoltak a férfi különös szexuális szokásairól: Howard ugyanis csak akkor élvezte a szexet, ha partnere kezeit a háta mögé kötözte és az aktus során fojtogatta őket.
Leginkább terhelő kijelentéseket a barátnője tette: a nő elmondta a rendőrségnek, hogy valahányszor szerelmi civódásuk volt, a férfi mindig lelépett. A dátumok egyeztek, mert a veszekedések dátuma mindig egybeesett a gyilkosságok dátumával is.
A gyanúsított Ewa Beach-en élt, és a Lagon Drive mentén, az egyik légi társaságnál dolgozott mint tehergépkocsi-szerelő. Aznap este a rendőrök letartóztatták a férfit, a helyi kapitányságra vitték, és 20:00 és 03:00 között folyamatosan hallgatták ki. A védelem azonban arra alapozta a védelmet, hogy a barátnő szavai nem megbízhatók. Poligráfos vizsgálatnak vetették alá a nőt, aki a teszten megbukott, így a rendőrség kénytelen volt elengedni Gayt.
A rendőrség követte a gyanúsítottat, és 25 000 dolláros jutalmat tűztek ki olyan információért, amely megoldással kecsegtethet az ügyben. Két hónappal Gay letartóztatása után egy nő ment el a rendőrségre és azt állította, hogy látta a férfit Pesce társaságában aznap este, amikor a nőt megölték. Sikeresen azonosította a gyanúsítottat a fotóalbumból mint az áldozattal látott férfit, Amikor azonban megkérték, hogy a bíróság előtt is tegyen vallomást, a nő visszakozott, mert elmondása szerint attól tartott, hogy a férfi felismerné őt.

## Fordítás
- Ez a szócikk részben vagy egészben  a   Honolulu Strangler című angol Wikipédia-szócikk ezen változatának fordításán alapul.  Az eredeti cikk szerkesztőit annak laptörténete sorolja fel. Ez a jelzés csupán a megfogalmazás eredetét és a szerzői jogokat jelzi, nem szolgál a cikkben szereplő információk forrásmegjelöléseként.